# Austin 3 litre
La 3 litre è una berlina di fascia alta prodotta dalla British Motor Corporation (BMC) e venduta, tra il 1968 e il 1971 con marchio Austin.

## La storia e l'evoluzione
Dopo l'esperienza, commercialmente fallimentare della Vanden Plas 4 litres RR, con motore Rolls-Royce, la BMC, sempre convinta della necessità di avere in listino una executive car, decise di progettare un nuovo modello.
Il progetto, codice interno Ado 61, fu sviluppato da Alec Issigonis, partendo dal pianale e dalla parte centrale di carrozzeria (parabrezza, portiere, tetto) della 1800, modificata nella zona posteriore dell'abitacolo per adattarla al passo allungato. Il compito di disegnare frontale e coda fu, invece, affidato alla Pininfarina.
La parte che richiese i maggiori adattamenti fu il pianale, dato che per la Ado 61 venne scelta la soluzione della trazione posteriore (la 1800 era a trazione anteriore), fu necessario ricavare lo spazio per far passare il lungo albero di trasmissione. Ulteriormente evolute invece le sospensioni  (a ruote indipendenti con bracci triangolari) Hydrogas, con l'aggiunta di un secondo circuito idraulico accanto a quello principale per consentire la regolazione (altezza e rigidità) dell'assetto.
Più tradizionali le scelte relative a motore (il 6 cilindri in linea bicarburatore C-series di 2912 cm³ da 124 CV) e cambio (manuale a 4 marce). Il motore, in particolare, con la sua antiquata distribuzione ad albero a camme laterale e la scarsa potenza, era la componente meccanica meno riuscita.
A decretare l'insuccesso del modello, presentato nel 1968 col nome di 3 litres, fu però soprattutto la linea poco riuscita. Paradossalmente l'abitabilità trasversale (a causa del rigonfiamento centrale nel pavimento, dove era alloggiato l'albero di trasmissione) era inferiore a quella della 1800 (il cui pavimento era perfettamente piatto), ma la 3 Litres aveva un livello di finitura più elevato e, grazie al passo allungato, maggior spazio in lunghezza.
Delle due varianti proposte (standard e De Luxe) in Italia venne importata solo la De Luxe. 
La 3 litres venne tolta di listino nel 1971, dopo appena 9.992 esemplari prodotti.